# Mirari vos
Mirari vos (latim: "Admirai-vos"; subintitulada: "Acerca do liberalismo e do indiferentismo religioso"), por vezes referida como Mirari vos arbitramur, foi a quarta carta encíclica do Papa Gregório XVI, publicada em agosto de 1832. Endereçada a "todos os Patriarcas, Primazes, Arcebispos e Bispos do mundo católico", foi a primeira carta encíclica de escopo geral de seu pontificado, visto que os documentos anteriores haviam sido endereçados a audiências específicas nos Estados Papais e no Reino da Polônia. A carta condena toda a forma de liberalismo como pecado, proibindo todos os fieis católicos de apoiarem essas ideias.